# Parvis Alan-Turing
Parvis Alan-Turing är en gata i Quartier de la Gare i Paris trettonde arrondissement. Gatan är uppkallad efter den brittiske matematikern Alan Turing (1912–1954). Parvis Alan-Turing börjar vid Rue Eugène-Freyssinet och slutar vid Rue Ada-Lovelace.

## Bilder
| - Gatuskylt. - Notre-Dame-de-la-Gare. - Jardin Françoise-Mallet-Joris. |

## Omgivningar
- Notre-Dame-de-la-Gare
- Square Héloïse-et-Abélard
- Cour du Liégat
- Passage des Crayons
- Rue du Chevaleret
- Promenade Claude-Lévi-Strauss
- Impasse Bourgoin
- Impasse Clisson
- Jardin Françoise-Mallet-Joris

## Kommunikationer
- Tunnelbana – linje  – Chevaleret
- Tunnelbana – linje  – Bibliothèque François Mitterrand
- Busshållplats Bibliothèque François Mitterand Gare – Paris bussnät